# Opsiphanes erebus
Opsiphanes erebus är en fjärilsart som beskrevs av Johannes Karl Max Röber 1927. Opsiphanes erebus ingår i släktet Opsiphanes och familjen praktfjärilar. Inga underarter finns listade i Catalogue of Life.